# Kieren Perkins
Kieren John Perkins, född 14 augusti 1973 i Brisbane i Queensland, är en australisk före detta simmare.
Perkins blev olympisk guldmedaljör på 1500 meter frisim vid sommarspelen 1992 i Barcelona.